# Томега-Догбе, Виктуар Сидемехо
Виктуар Сидемехо Томега-Догбе (фр. Victoire Sidémého Tomegah Dogbé; род. 23 декабря 1959, Badougbe) — тоголезский государственный и политический деятель. Премьер-министр Того с 28 сентября 2020 года по 3 мая 2025 года. Являясь первой женщиной, занявшей этот пост.

## Биография
Родилась 23 декабря 1959 года в Ломе.

### Образование
В 1978 году поступила на факультет экономики и менеджмента Бенинского университета (ныне Университет Ломе). В 1982 году получила степень магистра экономики и управления. В 1988 году она получила ещё одну степень в области менеджмента в Орхусском университете (Дания), а затем специализированный диплом по менеджменту, бедности и гендеру в виртуальной школе ПРООН.
В 1996 году в Международном институте управленческого развития (Швейцария) получила степень «Управление успешными выступлениями».

### Карьера
В 1986 году Томега-Догбе начала свою профессиональную карьеру в качестве начальника отдела кадров компании Industries Togolaise des Plastiques (ITP). Впоследствии она была назначена начальником отдела снабжения, затем административно-финансовым директором. С 1992 по 1994 год она перешла в Shell, где отвечала за сеть этой фирмы в Того.
С 1994 по 1998 год Томега-Догбе являлась директором ITP. Занимала с 1998 года различные должности в ПРООН в офисах в Сенегале, Мали, Мавритании, Экваториальной Гвинее и Бурунди, возглавляла несколько миссий по реструктуризаци. В Конго, Буркина-Фасо, а затем в Бенине она занимала должность заместителя представителя-резидента ПРООН.
В 2008 году Виктория Томега-Догбе вошла в состав правительства. Президент Того Фора Эссозимна Гнассингбе и премьер-министр Того Жильбер Унгбо призвали её на должность министра-делегата при премьер-министре, отвечающего за недавно созданный департамент массового развития.
15 мая 2009 года указом президента Того Фора Эссозимны Гнассингбе Виктуар Сидемехо Томега-Догбе была назначена руководителем аппарата президента республики в ранге министра, став первой женщиной, назначенной на этот пост.
В 2010 году Томега-Догбе была назначена министром массового развития, молодёжного ремесла и занятости молодёжи во втором правительстве премьер-министра Гилберта Хунгбо. Эту должность она также занимала в первом и втором правительствах Квеси Ахумея-Зуну, а также в правительстве Коми Селома Классу.

### Премьер-министр
28 сентября 2020 года Томега-Догбе была назначен премьер-министром страны президентом Фором Гнасингбе после отставки Коми Селома Классу.
Выпустила множество инициатив и программ, таких как ANADEB, PN-PTFM, FAIEJ, PRADEB и PAIEJ-SP, направленных на поддержку уязвимых групп, особенно молодёжь и женщин.
В мае, в связи с реорганизацией Конституции страны оставила пост премьер-министра.

## Личная жизнь
Виктуар Сидемехо Томега-Догбе замужем, является матерью четырёх дочерей. В свободное время любит слушать музыку.